# Elias Annell
Elias Annell, född 1729, död september 1780, var en svensk kron- och klockgjutare i Norrköping.

## Biografi
Annell föddes omkring 1729, fick burskap 3 december 1763 och blev mästare 1767. Han gifte sig första gången med Maria Swartling (1716-1777) och en andra gång 20 november 1777 i Norrköping med Britta Christina Qwarsell. De fick tillsammans barnen Elias (1778–1838) och Maria.

## Gjutna klockor
| Gjutår | Kyrka/Lokal            | Klocka        | Övrigt |
| ------ | ---------------------- | ------------- | --- |
| 1765   | Rogslösa kyrka         | Storklockan   | Ny 1782. |
| 1766   | Marieborgs kapell      | Två klockor   | Efter att kapellet hade förfallit förvarades klockorna på en Marieborgs herrgård. De användes under en period som vällingklockor på Björkvikens gård. De finns idag i Storstugan på Marieborgs Folkhögskola.                       |
| 1766   | Pelarne kyrka          | Mellanklockan | |
| 1767   | Orlunda kyrka          | Storklockan   | |
| 1768   | Hägerstads gamla kyrka | Storklockan   | |
| 1768   | Yxnerums kyrka         | Storklockan   | Ny 1925. |
| 1769   | Lillkyrka kyrka        | Storklockan   | Ny 1966. |
| 1771   | Skällviks kyrka        | Lillklockan   | Ny 1927. Inskrift: "Efter lång tjänstetid under flera konungar gjorde sorgen över den milde kon. Adolf Fredriks död mig obrukbar, men i glädjen över Gustav III:s började regering omgjuten av Elias Annell i Norrköping år 1771." |
| 1771   | Å kyrka                | Lillklockan   | |
| 1772   | Mjölby kyrka           | Storklockan   | |
| 1774   | Vårdnäs kyrka          | Storklockan   | |
| 1775   | Borgs kyrka            | Lillklockan   | |
| 1776   | Västra Stenby kyrka    | Storklockan   | |
| 1776   | Norrköping             | Tingsklocka   | |

## Medarbetare
Elias Annell hade lärlingarna Carl och Lars.

### Fotnoter
1. 1 2 3 4  Klockgjutare i Norrköping, 1999, s. 12-14, ISBN 91-630-8340-X, läst: 11 augusti 2022.[källa från Wikidata]
2. ↑  Norrköpings S:t Olai (E) CI:6 (1768-1786) Sida: 787
3. ↑  Norrköpings S:t Olai (E) CI:6 (1768-1786) Sida: 591